# Антимос Капсис
Антимос Капсис (грч. Άνθιμος Καψής; Астипалеа, 3. септембар 1950) бивши је грчки фудбалер.

## Каријера

### Клуб
Рођен је на острву Астипалеа, а касније се као дете са породицом преселио у Керацини. Читаву петнаестогодишњу фудбалску каријеру провео је у атинском Панатинаикосу. Пет пута је са клубом постао првак Грчке, а четири пута освајач грчког купа. Био је у стартној постави Панатинаикоса у финалу Купа шампиона 1971. године одиграном на стадиону Вембли, где су изгубили резултатом 0:2 од Ајакса из Амстердама. Укупно је  одиграо 319 мечева за Панатинаикос и постигао 5 голова.

### Репрезентација
Дебитовао је за репрезентацију Грчке 1. децембра 1971. у квалификационој утакмици за одлазак на Европско првенство 1972. против репрезентације Енглеске. Био је члан грчке репрезентације која је први пут играла на једном великом такмичењу — Европско првенство 1980. године у Италији. Одиграо је две утакмице на првенству, против Холандије и Чехословачке. Укупно је одиграо 35 утакмица за национални тим. Једном је изабран у тим Европе који је у пријатељској утакмици играо против играча из Јужне Америке.

### Приватно
Његов син Михалис Капсис такође је био професионални фудбалер, играо је за тим Грчке на Европском првенству у Португалу 2004, које су Хелени освојили први пут у својој историји.

## Успеси
Панатинаикос
- Првак Грчке: 1968/69, 1969/70, 1971/72, 1976/77, 1983/84.
- Куп Грчке: 1969, 1977, 1982, 1984.
- Балкански куп за клубове: 1977.